# أمريكا المفتوحة 2005 (كرة مضرب)
قائمة بالأبطال في بطولة 2005 أمريكا المفتوحة:

## الكبار

### فردي رجال
روجيه فيدرير هزم  أندريه أغاسي, 6-3, 2-6, 7-6(1), 6-1

### فردي سيدات
كيم كلايسترز هزم  ماري بيرسي, 6-3 6-1

### زوجي رجال
بوب براين و مايك براين هزم  يوناس بورغمان و ماكس ميرناي, 6-1, 6-4

### زوجي سيدات
ليزا رايموند و سامانثا ستوسر هزم  إيلينا ديمونتيفيا و فلافيا بينيتا, 6-2, 5-7, 6-3

### زوجي مختلط
دانييلا هانتوشوفا و ماهيش باهوبتي هزم  كاترينا سريبوتنيك و نيناد زيمونتش, 6-4, 6-2

## الشباب

### فردي أولاد
ريان سويتينغ هزم  جيرمي تشاردي, 6–4, 6–4

### فردي بنات
فيكتوريا أزارنيكا هزم  أليكسا غلاتش, 6–3, 6–4

### زوجي أولاد
أليكس كلايتون و دونالد يانغ هزم  كارستن بال و ثايمو دي باكر, 7–6(3), 4–6, 7–5

### زوجي بنات
نيكولا فرانكوفا و أليسا كلايبانوفا هزم  أليكسا غلاتش و فانيا كينغ, 7–5, 7–6(3)

## وصلات خارجية
- 2005 صفحة أمريكا المفتوحة